# کنت مرتن
کنت مرتن (به انگلیسی: Ken Merten) (زادهٔ ۴ مهٔ ۱۹۴۵) شناگر اهل ایالات متحده آمریکا است.